# MACOM-Syndrom
Das MACOM-Syndrom ist eine sehr seltene angeborene Erkrankung des Auges mit den Hauptmerkmalen Kolobom, Makrophthalmie und Mikrokornea.
Synonyme sind: Kolobomatöse Makrophthalmie-Mikrokornea-Syndrom
Die Erstbeschreibung stammt aus dem Jahre 1984 durch die US-amerikanischen Augenärzte J. Bronwyn Bateman und Irene H. Maumenee.

## Verbreitung
Die Häufigkeit ist nicht bekannt, bislang wurde nur über einzelne Betroffene berichtet. Die Vererbung erfolgt autosomal-dominant.

## Ursache
Der Erkrankung liegen Mutationen auf Chromosom 2 Genort p22.2 zugrunde.

## Klinische Erscheinungen
Klinische Kriterien sind:
- Manifestation im Kleinkindes-, Kindesalter oder später
- Mikrokornea
- Iriskolobom
- (axiale) Vergrößerung des Augapfels
- Staphylom
- ausgeprägte Myopie

Hinzu kommen Abflachung der Hornhaut, Veränderungen im Kammerwinkel mit erhöhtem Augeninnendruck
Die Veränderungen können unterschiedlich, auch hinsichtlich der Seitenbeteiligung ausgeprägt sein.

## Diagnose
Die Diagnose ergibt sich aus der Kombination augenärztlicher Befunde.